# Anders Emanuel Maulström
Anders Emanuel Maulström (uttal "Mål-"), född 7 juni 1763 i Stockholm, död  20 januari 1829 i Stockholm, var en grosshandlare och ledamot av Musikaliska Akademien.
Maulström härstammade från grosshandlar- och fabrikörsläkter på Södermalm i Stockholm. 1790 blev han invald som ledamot nr 126 i Musikaliska Akademien. Mellan 1793 och 1823 var han dess kamrerare.
Han och första hustrun var fosterföräldrar till Albertina Löfvens son Axel Fredrik (1797–1862) som kallade sig Maulström.